# Primera División Uruguaya 1916
Il campionato era formato da nove squadre e il Nacional vinse il titolo. Non vi furono retrocessioni.

## Classifica finale
| Pos. | Squadra              | G  | V  | N | P | GF | GS | Punti |
| ---- | -------------------- | -- | -- | - | - | -- | -- | ----- |
| 1    | Nacional             | 16 | 14 | 2 | 0 | 28 | 5  | 30    |
| 2    | Peñarol              | 16 | 7  | 4 | 5 | 29 | 19 | 18    |
| 3    | Montevideo Wanderers | 16 | 7  | 3 | 6 | 13 | 20 | 17    |
| 4    | Central              | 16 | 6  | 3 | 7 | 16 | 17 | 15    |
| 5    | River Plate          | 16 | 4  | 5 | 7 | 18 | 17 | 13    |
| 6    | Universal            | 16 | 3  | 7 | 6 | 16 | 19 | 13    |
| 7    | Dublín               | 16 | 4  | 5 | 7 | 13 | 17 | 13    |
| 8    | Defensor             | 16 | 4  | 5 | 7 | 10 | 17 | 13    |
| 9    | Reformers            | 16 | 5  | 2 | 9 | 10 | 22 | 12    |

G = Partite giocate; V = Vittorie; N = Nulle/Pareggi; P = Perse; GF = Goal fatti; GS = Goal subiti; 